# Іван Порайко (священник)
Іва́н Пора́йко (нар. 14 серпня 1855, Тулова, Снятинський повіт, Королівство Галичини та Володимирії, Австрійська імперія — пом. 30 листопада 1931, Станиславів, Станиславівське воєводство, Польська Республіка) — український греко-католицький священник, катехит, громадський і культурний діяч, референт та радник станиславівської консисторії, гімназійний професор, пресвітер-ювілят і почесний крилошанин. 

## Біографія
Народився 14 серпня 1855 року в селі Тулова в селянській родині. Початкову освіту здобув у Снятині, гімназію закінчував у Коломиї та Чернівцях, де отримав матуру — атестат зрілості. Теологічну освіту здобув у Віденському університеті, який закінчив 1880 року. 
У 1881 році висвячений на священника. До 1892 року працював сотрудником і катехитом у народних школах Станиславова, згодом — катехитом гімназії і сотрудником у Чернівцях та Бучачі. У 1893 році призначений членом міської шкільної ради в Чернівцях.
З 1894 року обіймав посаду постійного катехита в учительській державній семінарії у Станиславові, де також викладав українську мову. Користувався великою повагою серед учнів та студентів, у спогадах Теофіла Окуневського описаний як свідомий українець.
Протягом 1919—1925 років виконував обов'язки пароха у селі Угринів, а до 1926 року — у приміському селі Вовчинець, однак постійно проживав у Станиславові.
Помер 30 листопада 1931 року, похований 2 грудня того ж року за участі 27 священників усіх трьох обрядів. Церемонію поховання, у процесії якої взяли вихованці Державної чоловічої семінарії та Дівочої семінарії сестер Василіянок, очолив єпископ Іван Лятишевський.

## Громадська діяльність
Активний учасник українського громадського життя, брав участь у діяльності численних товариств, зокрема «Просвіти», «Народної торгівлі», «Шкільної помічі», «Непорочного зачаття Пресвятої Діви Марії» та Української жіночої учительської семінарії сестер Василіянок.
Разом із Климентієм Волянським, очільником станиславівського осередку «Просвіти», організовував просвітницькі заходи в навколишніх селах. Зокрема, у січні 1890 року брав участь у створенні товариств «Просвіти» в Пасічній і Княгинині, а також у зборах дяківського товариства, де був обраний до його керівництва.
Протягом тривалого часу дописувач газети «Діло», де публікував статті з питань духовенства та освіти. Підтримував дружні відносини з Ольгою Кобилянською.

## Родина
- Євгенія Порайко (нар. 1859) — дружина. Громадська діячка, очолювала «Товариство руських женщин», пізніше — почесна членкиня філії «Союзу українок» у Станиславові.
- Наталія Порайко (нар. 23 березня 1895) — донька. Після смерті чоловіка Євгенія проживала з донькою у Станиславові за адресою вулиця Войцеховського, 2.

- Василь Порайко (нар. 12 жовтня 1888) — племінник. Генеральний прокурор та народний комісар юстиції УСРР, розстріляний у 1937 році.